# Cum almam nostram urbem

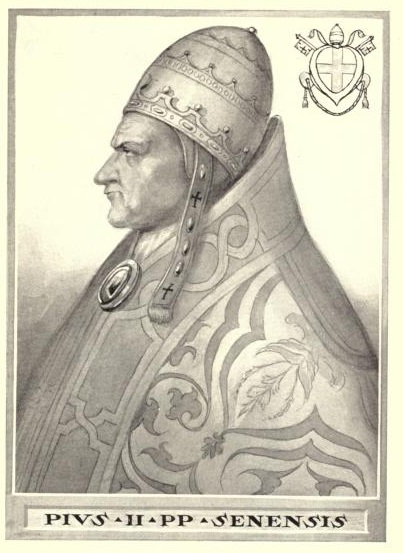
Papa Pio II

Cum almam nostram urbem é uma bula papal emitida pelo Papa Pio II em 28 de abril de 1462 que proibia a destruição ou remoção das antigas ruínas em Roma e Campagna e a queima de mármore antigo para cal. Qualquer pessoa que danificasse as ruínas seria excomungada. A bula começa: “Desde que desejamos preservar nossa amada cidade na sua dignidade e esplendor...".